# Neoseiulus paraki
Neoseiulus paraki är en spindeldjursart som först beskrevs av Ehara 1967.  Neoseiulus paraki ingår i släktet Neoseiulus och familjen Phytoseiidae. Inga underarter finns listade i Catalogue of Life.